# B细胞淋巴瘤
B细胞淋巴瘤是一种会影响到B细胞的淋巴瘤。淋巴瘤是在淋巴結中出现的的“血癌” 。它们通常会更多地在老年人和免疫受损的人中出现。
B细胞淋巴瘤包括霍奇金淋巴瘤和非霍奇金淋巴瘤。它们通常分为低级和高级，分别对应于惰性（缓慢生长）淋巴瘤和侵袭性（生长快速）淋巴瘤。一般而言，惰性淋巴瘤对治疗有反应，并且可以控制（缓解）并存活多年，但不能治愈。侵袭性淋巴瘤一般需要强化治疗，但相比于惰性淋巴瘤而言有永久治愈的可能性。
预后的好坏和治疗方法取决于淋巴瘤的具体类型以及分期和等级。治疗包括放射和化学疗法。早期的惰性B细胞淋巴瘤一般可以只接受放射治疗而达到长期不复发的目的。早期侵袭性疾病可以通过化学疗法和放射疗法治疗，治愈率为70-90％。晚期顽固性淋巴瘤有时不予治疗和监测，直至它们再次出现进展。晚期侵袭性淋巴瘤通过化学疗法治疗，治愈率超过70％。

## 种类

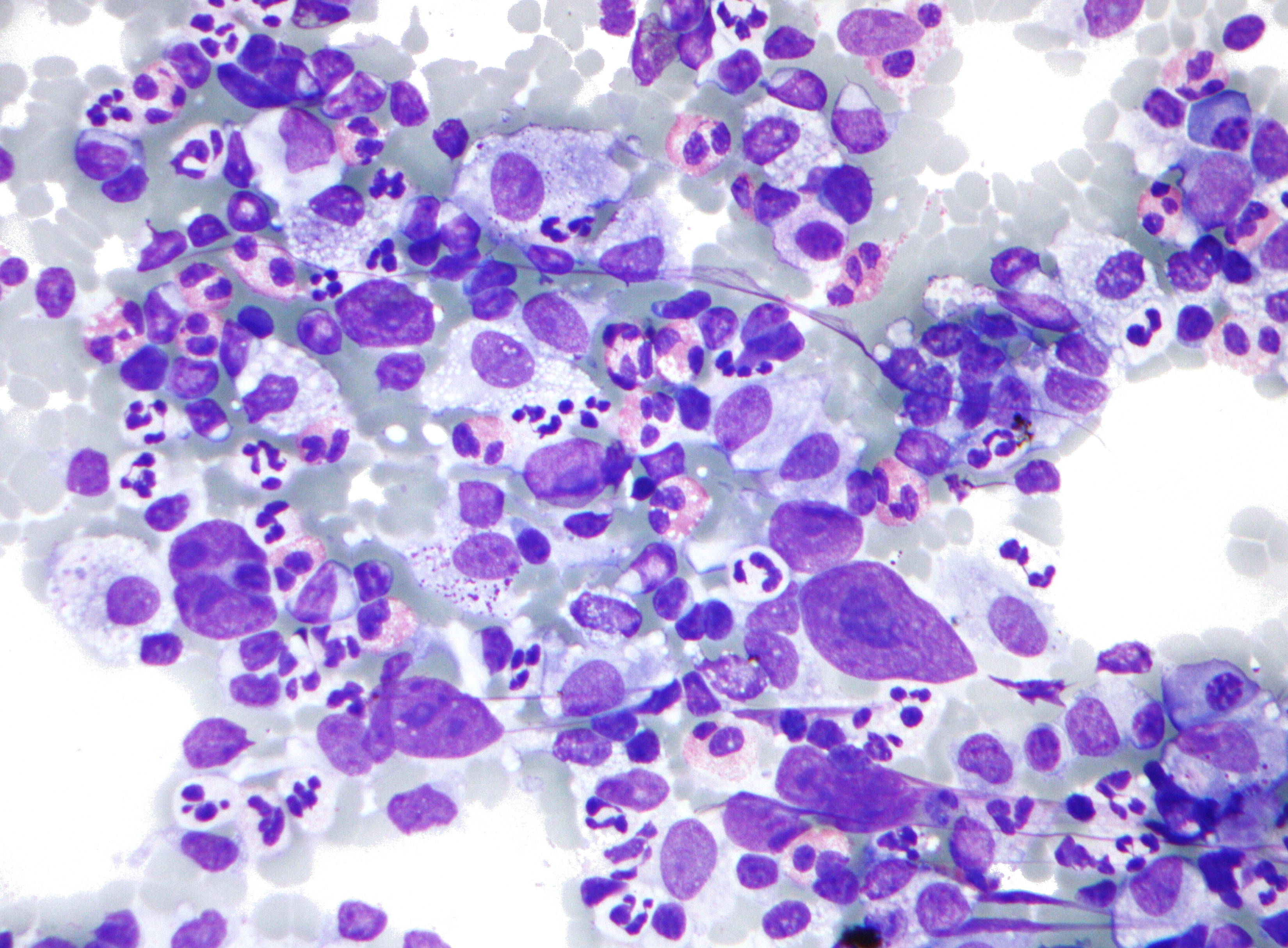
显微照片显示霍奇金淋巴瘤，这是一种B细胞淋巴瘤，通常被认为与其他B细胞淋巴瘤分开。现场染色。

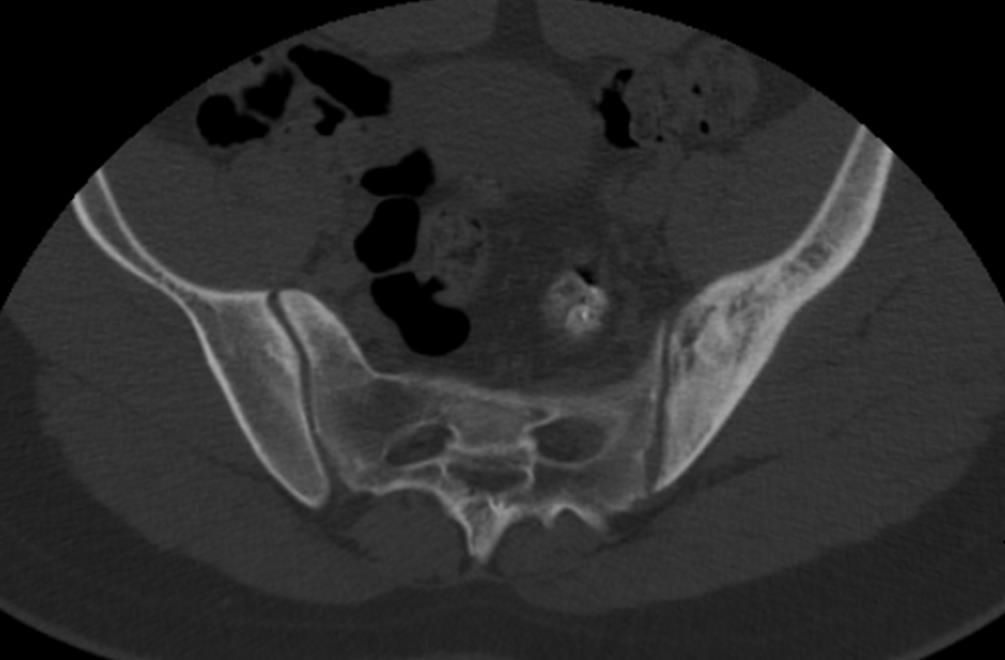
左髂骨原发性B细胞淋巴瘤的CT扫描，表现为半骨盆的弥漫性皮质和小梁增厚，与Paget病相似。

涉及B细胞的淋巴瘤种类繁多。最常用的分类系统是世界卫生组织的国际疾病分类（ICD），它综合了多个旧的疾病分类系统。

### 常见
在五个非霍奇金淋巴瘤患者中，约有三个或者四个是：
- 弥漫性大B细胞淋巴瘤（DLBCL）[4]
- 滤泡性淋巴瘤
- 边缘区B细胞淋巴瘤（MZL）或粘膜相关淋巴组织淋巴瘤（MALT）
- 小淋巴细胞淋巴瘤（SLL，也称为慢性淋巴细胞白血病，CLL）
- 套细胞淋巴瘤（MCL）

### 罕见
其余形式则不太常见：
- DLBCL的变体或子类型
  - 原发性纵隔（胸腺）大B细胞淋巴瘤
  - 富含T细胞/组织细胞的大B细胞淋巴瘤
  - 原发性皮肤弥漫性大B细胞淋巴瘤，腿型（原发性皮肤DLBCL，腿型）
  - 老年人EBV阳性弥漫性大B细胞淋巴瘤
  - 与慢性炎症相关的弥漫性大B细胞淋巴瘤
  - 纤维蛋白相关性弥漫性大B细胞淋巴瘤
  - 原发性睾丸弥漫性大B细胞淋巴瘤
- 伯基特淋巴瘤
- 淋巴浆细胞性淋巴瘤，可能表现为Waldenström巨球蛋白血症
- 结节边缘区B细胞淋巴瘤（NMZL）
- 脾边缘区淋巴瘤（SMZL）
- 血管内淋巴瘤变体
  - 血管内大B细胞淋巴瘤
  - 血管内NK细胞淋巴瘤
  - 血管内T细胞淋巴瘤
- 原发性积液性淋巴瘤
- 淋巴结肉芽肿
- 原发性中枢神经系统淋巴瘤
- ALK +大B细胞淋巴瘤
- 浆母细胞淋巴瘤
- HHV8相关性多中心Castleman病引起的大B细胞淋巴瘤
- B细胞淋巴瘤，无法分类，其特征介于弥漫性大B细胞淋巴瘤和Burkitt淋巴瘤之间
- B细胞淋巴瘤，无法分类，其特征介于弥漫性大B细胞淋巴瘤和经典霍奇金淋巴瘤之间

### 其他
此外，一些研究人员将似乎是由其他免疫系统障碍（例如与AIDS相关的淋巴瘤）引起的淋巴瘤分开了。
经典的霍奇金淋巴瘤和结节性淋巴细胞为主的霍奇金淋巴瘤现在被认为是B细胞淋巴瘤的形式。

## 检查
当一个人被怀疑患有B细胞淋巴瘤时，需要检查的内容（用于确定适当的治疗方法和该人的预后）包括：
- 确认精确的亚型：最开始时，建议进行切开或切除活检，而不建议进行穿刺活检，除非机械不易进入需要进行切开的淋巴结。穿刺活检的结果仅在特定情况下结合免疫组织化学和流式细胞术才会被认定有效。
- 确定疾病的程度（局部或晚期；淋巴结内或淋巴结外）
- 该人的整体健康状况。

|                | 滤泡性淋巴瘤 | 边缘区B细胞淋巴瘤（MZL）或粘膜相关淋巴组织淋巴瘤（MALT） | 小淋巴细胞淋巴瘤（SLL）/慢性淋巴细胞白血病（CLL） | 套细胞淋巴瘤（MCL） |
| -------------- | ------------ | -------------------------------------------------------- | ------------------------------------------------- | ------------------- |
| CD5            | --           | --                                                       | +                                                 | +                   |
| CD10           | +            | --                                                       | --                                                | --                  |
| CD23           | --           | --                                                       | +                                                 | --                  |
| 细胞周期蛋白D1 | --           | --                                                       | --                                                | +                   |

## 相关染色体位置的改变
涉及免疫球蛋白重基因座（IGH @）的染色体易位是许多B细胞淋巴瘤（包括滤泡性淋巴瘤，套细胞淋巴瘤和伯基特氏淋巴瘤）的经典细胞遗传学异常。在这些情况下，免疫球蛋白重基因与另一种具有促进增殖或抗凋亡能力的蛋白质形成融合蛋白。免疫球蛋白重基因的增强子元件通常会使B细胞产生大量抗体，现在可诱导融合蛋白的大量转录，从而对含有融合蛋白的B细胞产生过度的促进增殖或抗凋亡作用。
在伯基特氏淋巴瘤和套细胞淋巴瘤中，融合蛋白中的另一种蛋白分别是c-myc（位于8号染色体的位置上）和细胞周期蛋白D1（位于11号染色体的位置上），这赋予了融合蛋白增殖能力。在滤泡性淋巴瘤中，融合蛋白为Bcl-2（在18号染色体上），从而赋予融合蛋白抗凋亡能力。